# Rudolf Blaum
Rudolf Blaum (* 14. März 1915 in Bremen; † 21. Februar 2005 ebenda) war ein deutscher Jurist und Politiker. Er war Mitglied der Bremischen Bürgerschaft (CDU).

## Biografie
Blaum wurde in Bremen geboren, legte das Abitur am Alten Gymnasium ab und studierte ab 1933 in Heidelberg, München und Hamburg Geschichte, Kunstgeschichte und Jura. 1937 erfolgte die Promotion zum Dr. jur., 1939 die Promotion zum Dr. phil.
Er war von 1933 bis 1936 Mitglied im Nationalsozialistischen Deutschen Studentenbund, von März 1938 bis April 1945 in der NSV und von Mai 1937 bis April 1945 im Nationalsozialistischen Rechtswahrerbund. Am 8. Dezember 1937 beantragte er die Aufnahme in die NSDAP und wurde rückwirkend zum 1. Mai desselben Jahres als Mitglied aufgenommen (Mitgliedsnummer 5.361.129).
Im Juli 1939 erfolgte seine Einberufung zur Wehrmacht und seine Verwendung im Amt Ausland/Abwehr beim OKW in Berlin. Hier gehörte er zur Abteilung Abwehr II. Ende 1941 wurde er nach Portugal versetzt, wo er in die dort tätige Kriegsorganisation der Abwehr (K.O.) eingegliedert wurde. Sein Vorgesetzter war hier bis Anfang 1944 Oberleutnant d.R. Kremer-Auenrode. In Kriegsgefangenschaft geriet er 1945. Bis November 1946 war er in US-amerikanischer Kriegsgefangenschaft, anschließend bis Oktober 1947 interniert. Nach der Entlassung aus dem Internierungslager erfolgte die Einstellung des Spruchkammerverfahrens.
1947 wirkte er zunächst als wissenschaftlicher Mitarbeiter an der vom damaligen Bremer Wirtschaftssenator Gustav Wilhelm Harmssen verantworteten Denkschrift Reparationen, Sozialprodukt, Lebensstandard mit; ab 1948 war er als Rechtsanwalt tätig, ab 1951 bis 2002 als Notar mit Amtssitz in Bremen. Er war Gründungspartner der Bremer Anwaltskanzlei Blaum Dettmer Rabstein.

## In der Politik nach 1945
Als Mitglied der CDU war er von 1951 bis 1956 und von 1958 bis 1964 Vorsitzender des Landesparteiausschusses der CDU und von Oktober 1951 bis Januar 1952 Mitglied der Bremischen Bürgerschaft.

## Ehrenämter
Blaum war Vorsitzender der Philharmonischen Gesellschaft Bremen sowie Vorsitzender und Ehrenvorsitzende des Kunstvereins in Bremen und der Gerhard-Marcks-Stiftung. Er war darüber hinaus lange Sonderbeauftragter des Kunstvereins für die Rückführung der im Zweiten Weltkrieg in die ehemalige Sowjetunion verbrachten Kunstwerke.